# International Sports Racing Series 1997
Navigation
Édition suivante
La saison 1997 de l'International Sports Racing Series est la première édition de cette compétition. Elle se déroule du 6 juillet au 9 novembre 1997. Elle comprend quatre manches s'échelonnant de 30 minutes jusqu'à 2 heures..

## Calendrier
| N° | Course                                         | Circuit                        | Date         |
| -- | ---------------------------------------------- | ------------------------------ | ------------ |
| 1  | 2 Heures de Donington                          | Donington Park                 | 6 juillet    |
| 2  | 1 Heure 15 minutes de Zolder                   | Circuit de Zolder              | 3 août       |
| 3  | Grand Prix de Masaryk (10 tours)               | Autodrom Brno Masaryk          | 14 septembre |
| 4  | Gran Premio Repsol Sport Prototipos (2 Heures) | Circuito Permanente Del Jarama | 9 novembre   |

## Résultats
Les vainqueurs du classement général de chaque manche sont inscrits en caractères gras.
| Manche | Circuit   | SR1 équipe gagnante                | SR2 équipe gagnante               | Résultats |
| Manche | Circuit   | SR1 pilotes gagnantes              | SR2 pilotes gagnantes             | Résultats |
| ------ | --------- | ---------------------------------- | --------------------------------- | --------- |
| 1      | Donington | #7 Joest Racing                    | #20 Centenari                     | Résultats |
| 1      | Donington | Stefan Johansson Pierluigi Martini | Arturo Merzario Giovanni Li Calzi | Résultats |
| 2      | Zolder    | #6 Horag Hotz Racing               | Non couru                         | Résultats |
| 2      | Zolder    | Fredy Lienhard Didier Theys        |                                   | Résultats |
| 3,     | Brno      | Non couru                          | #20 Symbol Team                   | Résultats |
| 3,     | Brno      | Arturo Merzario                    |                                   | Résultats |
| 4      | Jarama    | #4 Courage Compétition             | #20 Symbol Team                   | Résultats |
| 4      | Jarama    | Didier Cottaz Jérome Policand      | Arturo Merzario Robin Donovan     | Résultats |